# Arbacioida
Arbacioida (лат.) — монотипический отряд морских ежей, состоящий из одного современного семейства — Arbaciidae. Они отличаются от других морских ежей наличием пяти отдельных пластинок вокруг ануса. В отличие от своих близких родственников, Salenioida, все бугорки на их панцирях имеют одинаковый размер.

## Характеристика
Это «правильные» округлые морские ежи: рот расположен в центре оральной (нижней) поверхности, а анус — напротив, на вершине раковины. На вершине раковины апикальный диск очень маленький (в отличие от очень крупного перистома, составляющего треть диаметра), и дициклический (редко полуциклический). Амбулакральные и интерамбулакральные бугорки, так же как и радиолы, имеют одинаковый размер. Бугорки неперфорированные и не имеют кренуляций почти у всех представителей отряда, за исключением самых базальных. На интерамбулакрах видна базикулярная пластинка. Этот отряд, по-видимому, появился в середине юры..

## Роды
В единственное семейство этого отряда входят следующие роды:
- Arbacia Gray, 1835
- Arbaciella Mortensen, 1910
- Coelopleurus L. Agassiz, 1840
- Dialithocidaris A. Agassiz, 1898
- Habrocidaris A. Agassiz & H.L. Clark, 1907
- Podocidaris A. Agassiz, 1869
- Pygmaeocidaris Döderlein, 1905
- Sexpyga Shigei, 1975